# 管統
管统（?—?），东汉末年人物，袁绍长子袁谭的部将。
管统担任东莱郡（治今山东省烟台市龙口市）太守。建安八年（203年），袁谭进攻袁尚失败后，刘询起兵反袁谭，各城纷纷响应。袁谭叹息：“今举州背叛，岂是孤无德吗！”王修说：“东莱太守管统虽在海表，此人不反，必来。”十余日后，管统弃妻儿不顾来投奔袁谭，袁谭任命他为乐安郡（治今山东省滨州市博兴县东北）太守。建安十年（205年），曹军攻破青州，袁谭兵败，各城都投降曹操，只有管统在乐安不肯降曹。曹操命令王修去斩杀管统，王修认为管统是亡国忠臣，就为管统松绑，让他去见曹操，曹操高兴赦免他。